# Ich kann beim besten Willen kein Hakenkreuz entdecken
Ich kann beim besten Willen kein Hakenkreuz entdecken ist ein Gemälde von Martin Kippenberger aus dem Jahr 1984. Das Bild wurde 1988 im Hamburger Kunsthaus, 2006 anlässlich der Kippenberger-Retrospektive in der Tate Modern sowie 2008/9 im Museum of Contemporary Art (MOCA) in Los Angeles gezeigt.

## Beschreibung
In Kippenbergers Werk ist eine Ansammlung von über- und nebeneinandergelegten und ineinandergreifenden, kantigen Flächen dargestellt, die in verschieden hellen Grau-, Rot- und Gelbtönen und Weiß gefasst sind. Diese meist konturierten Flächen erscheinen im Bild als balken- und winkelartige Gebilde, die über das gesamte Bild, scheinbar im Raum schwebend, verteilt sind.
Von der raumgreifenden, sehr unruhigen Komposition vor einem dunkelgrauen bis schwarzen Hintergrund geht eine verstörende Wirkung aus. Diese wird durch eine kontrastreiche Farbigkeit, das Fehlen einer einheitlichen Perspektive und die daraus resultierende Abwesenheit eines Ruhepunktes herbeigeführt.
Vor allem die durch den Titel bewusst herbeigeführte Assoziation mit einem Hakenkreuz, das im Gemälde aber gar nicht gezeigt ist, unterstützt das Entstehen einer im Betrachter ausgelösten negativen Emotionalität.

## Interpretation
Kippenberger thematisiert durch den im Titel und in der Komposition vorgenommenen Verweis auf das Symbol des Hakenkreuzes die aus seiner Sicht spezifisch deutsche Identitätsproblematik: Subversiv wird das Unvermögen des deutschen Bürgers der 1980er Jahre, sich mit der NS-Vergangenheit auseinanderzusetzen, angesprochen. Die damit einhergehende Tabuisierung und Verdrängung der nationalsozialistischen Verbrechen wird mithilfe der Methode der Persiflage offenbart und kritisiert.
Auch der formale Rückgriff auf den analytischen Kubismus und Konstruktivismus bei der Gestaltung der Komposition kann als weitere Persiflage verstanden werden. Damit verweist Kippenberger auf die Klassische Moderne, die im Widerspruch zur offiziellen NS-Ästhetik steht. Gleichzeitig bezieht er sich auf die zeitgenössische Malerei des Neo-Geo, die wiederum durch die skizzenhafte Malweise nach Manier des Bad Painting ironisiert wird. Es ist der revisionistische Wunsch, die Signifikanten (Balken) zu verbiegen, um das Signifikat (Nationalsozialismus) leugnen oder verdrängen zu können.
Den Titel Ich kann beim besten Willen kein Hakenkreuz entdecken verwendet Kippenberger neben der Kontextualisierung des Bildinhalts auch als direktes Mittel zur Kommunikation mit dem Rezipienten. Dieser wird direkt adressiert und auch manipuliert, da er entgegen der Aussage des Künstlers beginnt, nach dem Hakenkreuz zu suchen.

Zusammenfassend handelt es sich bei Kippenbergers Gemälde
„um einen Metakommentar, mit dem er erstens die heterogene künstlerische Beschäftigung mit der NS-Geschichte persiflierte; zweitens die zeitgenössische Konjunktur des Hakenkreuz-Motivs […] ironisch wendete und drittens dem Betrachter die eigene, negative Fixierung auf das NS-Symbol bewusst machen konnte“.

## Rezeption
Vor allem in der zweiten Hälfte der 1980er-Jahre wurde das Gemälde als Provokation und Beleidigung aufgefasst, und Kippenberger wurden rechtsradikale Tendenzen vorgeworfen. Eine tiefergehende Betrachtung offenbart jedoch ein sehr vielschichtiges, durchdachtes und reflektierendes Werk, das einen wichtigen Bestandteil der Aufarbeitung des Holocaust darstellt. Der Schriftsteller Christian Kracht zitierte den Werktitel im März 2012 in der Sendung Druckfrisch als Reaktion auf die von Georg Diez ausgelöste Debatte um eine angeblich rassistische Weltsicht in seinem Roman Imperium (2012).